# Spoorlijn Feldkirch – Buchs
De spoorlijn Feldkirch – Buchs is een internationale spoorlijn die Zwitserland over Liechtenstein met Oostenrijk verbindt. Het traject verbindt vanuit het Zwitserse Buchs gelegen in het kanton Sankt Gallen de Zwitserse Rheintalbahn met de Oostenrijkse Vorarlbergbahn in de Oostenrijkse stad Feldkirch gelegen in de deelstaat Vorarlberg.
De spoorlijn Feldkirch - Buchs is een enkelsporige, geëlektrificeerde hoofdlijn. Het is de enige spoorlijn in het Vorstendom Liechtenstein. De lengte van de spoorlijn is 18,527 km, hij loopt 8,375 km op Oostenrijks, 8,963 km op Liechtensteins en 1,189 km op Zwitsers grondgebied, het gemeenschappelijke grensstation is Buchs SG.
De infrastructuur is eigendom van ÖBB-Infrastruktur AG. Eind 2019 hadden de infrastructuuractiva van de ÖBB in Liechtenstein en Zwitserland een boekwaarde van ongeveer 23,9 miljoen euro. De spoorwegexploitatie buiten het Oostenrijkse grondgebied wordt uitgevoerd op basis van concessies van de twee tangentiële staten.

## Geschiedenis
Met de inhuldiging van de spoorlijn tussen Rheineck en Sargans op 1 juli 1858 en de pogingen om ook het Rijndal van Vorarlberg met een spoorlijn te ontsluiten, begonnen de eerste onderhandelingen tussen Zwitserland en Oostenrijk om de twee spoorwegnetten met elkaar te verbinden. Een op 5 augustus 1865 tussen Oostenrijk-Hongarije, Beieren en Zwitserland gesloten staatsverdrag over de aanleg van een spoorlijn tussen onder meer Feldkirch en Rüthi was niet tot stand gekomen. De regering van Liechtenstein wilde de verbinding graag over haar eigen grondgebied laten lopen, zodat Liechtenstein op het spoorwegnet kon worden aangesloten. Bij wijze van compromis werd uiteindelijk op 14 januari 1870 toestemming verleend voor een tracé dat ten minste delen van Liechtenstein rechtstreeks per spoor zou ontsluiten. Liechtenstein verleende de Vorarlbergbahn, toen nog een particuliere Oostenrijkse onderneming, een concessie om de lijn over Liechtensteins grondgebied aan te leggen. De Oostenrijkse regering had reeds op 18 augustus 1869 een concessie voor haar grondgebied verleend. Op 27 augustus 1870 werd in Bregenz een staatsverdrag ondertekend dat nog steeds geldig is tussen Oostenrijk-Hongarije (nu de Republiek Oostenrijk), Liechtenstein, Beieren (nu de Bondsrepubliek Duitsland) en Zwitserland over o.a. de aanleg van een spoorlijn tussen Feldkirch en Buchs.
Met de goedkeuring in januari 1870 werd opdracht gegeven tot de aanleg, zodat de lijn uiteindelijk op 24 oktober 1872 door de keizerlijke en koninklijk bevoorrechte Vorarlbergbahn kon worden geopend. Op dezelfde dag reed voor het eerst een door een stoomlocomotief getrokken trein over de nieuw aangelegde spoorlijn.
Op 16 december 1926 begon de elektrische exploitatie, de elektrificatie werd samen met de Arlbergbahn en de spoorlijn Lindau-Bludenz uitgevoerd.
De Rheinbrücke (Rijnbrug) bij Buchs is het grootste kunstmatige bouwwerk op de route. De brug werd tussen 1870 en 1872 gebouwd en was oorspronkelijk een vakwerkconstructie van ijzer met dubbele kruisspanten. In 1927 overstroomde de Rijn, waardoor puin zich ophoopte bij de spoorwegbrug tussen Schaan-Vaduz en Buchs, zodat de Rijndam aan de Liechtensteinse kant uiteindelijk op 25 september 1927 brak. De hele valleibodem van Schaan tot Bangs en Tosters kwam onder water te staan. De brug werd bij de overstroming verwoest, waarna die herfst een tijdelijke constructie met een noodbrug werd opgetrokken. In 1934 en 1935 werd een nieuwe stalen brug met een lengte van 190 meter gebouwd op de rivierpijler van de vernielde brug.
In de Eerste Oostenrijkse Republiek viel de lijn onder de bevoegdheid van het federale spoorwegdirectoraat van Innsbruck. Na de Anschluss van Oostenrijk in 1938 was dit korte tijd bekend onder de naam Reichsbahndirektion Innsbruck, voordat het al op 15 juli 1938 werd opgeheven. De lijn werd onder controle geplaatst van de Reichsbahndirektion Augsburg. Na 1945 werd de ÖBB opnieuw opgericht en werd de directiestructuur van vóór 1938 hersteld, met inbegrip van de federale spoorwegdirectie Innsbruck.
De door het Vorstendom Liechtenstein in 1977 verleende concessie was op 31 december 2017 verstreken. Aangezien voorlopig geen overeenstemming kon worden bereikt over de details van een nieuwe concessie, werd de exploitatie gehandhaafd met een voorlopig verlengde concessie. Bij de onderhandelingen over een nieuwe concessie stuitte men op het feit dat enerzijds de gewijzigde spoorwegwet van Liechtenstein voorziet in vrije toegang tot het netwerk en dat anderzijds de Republiek Oostenrijk - naar analogie van de binnenlandse lijnen - subsidies eist voor onderhoud en exploitatie, hetgeen van Liechtensteinse zijde wordt afgewezen. Volgens de regering van het Vorstendom zou dit, indien de concessie bij gebrek aan verlenging of vernieuwing zou aflopen, overeenkomstig het Staatsverdrag van 1870 betekenen dat de spoorweginfrastructuur eigendom van het Vorstendom Liechtenstein zou worden. Naar de mening van de ÖBB zou de eigendomsoverdracht zonder compensatie op zijn minst juridisch getoetst moeten worden, waarbij ook in de Liechtensteinse Spoorwegwet is voorzien in een afstand van een "erfloze nalatenschap". In december 2020 heeft de regering van het Vorstendom Liechtenstein ÖBB Infrastruktur AG een nieuwe concessie verleend voor de bouw en de exploitatie van spoorweginfrastructuur. De concessie is beperkt tot 2067. In het ÖBB-kaderplan van 2021 werd 100 miljoen euro uitgetrokken voor de modernisering van de lijn tot 2027.
De concessie voor het Zwitserse deel van de lijn, die ook beperkt was tot 31 december 2017, is verlengd tot 31 december 2022.

## Treindiensten
Het grootste deel van het lange-afstandsspoorverkeer (goederen en passagiers) tussen Oostenrijk en Zwitserland maakt gebruik van deze enkelsporige lijn, zodat uitbreiding van de dienst in het lokale verkeer nauwelijks mogelijk is. Zo passeren meerdere ÖBB Nightjet verbindingen tussen Zürich Hauptbahnhof over Wien Hauptbahnhof naar Praha hlavní nádraží in Praag en Station Budapest-Keleti in Boedapest, of van Zürich over Villach en Ljubljana naar Zagreb en passeert ook de Transalpin EuroCity over de lijn.
De grensoverschrijdende lokale vervoersdienst tussen de regio Werdenberg, het Vorstendom Liechtenstein en Vorarlberg was en is door deze bezetting van de lijn zwak. Het traject Feldkirch-Buchs wordt van maandag tot en met vrijdag, voor zover het werkdagen in Liechtenstein betreft, dagelijks bediend door de Oostenrijkse spoorwegen (ÖBB) met negen regionale treinparen, meestal bestaande uit Talent-treinstellen. De lokale dienst is afgestemd op de pendeltijden in de vroege ochtend, tussen de middag (één trein Buchs-Feldkirch) en in de late namiddag tot ongeveer 19:00 uur. De stations Schaan-Vaduz, Forst Hilti en Nendeln worden volgens de dienstregeling bediend, maar niet de halte Schaanwald. Op weekend- en feestdagen is een nog beperkter aanbod.  Hierdoor zijn Buchs SG, Schaan en Feldkirch slechts onregelmatig met elkaar verbonden.

## Elektrische tractie
Het traject werd op 16 december 1926 geëlektrificeerd met een spanning van 15.000 volt 16 2/3 Hz wisselstroom.

## Stations in Liechtenstein
De halte Schaanwald werd op 15 oktober 1902 in gebruik genomen, uitsluitend voor reizigersverkeer. Wegens het geringe verkeersbelang - op het einde stopte er slechts één regionale trein in elke richting - werd de halte in de jaren 2010 gesloten en het perron afgebroken. Het houten ontvangstgebouw uit 1928 is een beschermd gebouw en is sinds 1997 eigendom van de gemeente Mauren.
Het station van Nendeln bestaat al sinds de opening van de lijn. In dit station bevindt zich de enige ontdubbeling van het enkelspoor op de lijn, en dit station is dus het enige punt op de lijn waar treinen elkaar kunnen kruisen. Bovendien is Nendeln het enige station in Liechtenstein waar nog goederenverkeer gelost en geladen kan worden.
Het station Schaan-Vaduz bestaat al sinds de opening van de spoorlijn. Het was het belangrijkste spoorwegstation van het Vorstendom Liechtenstein en ooit een stopplaats voor alle sneltreinen. Tegenwoordig dient het alleen nog als stopplaats voor regionaal verkeer. De centrale bushalte van het Vorstendom Liechtenstein bevindt zich op het voorplein.

## Afbeeldingen

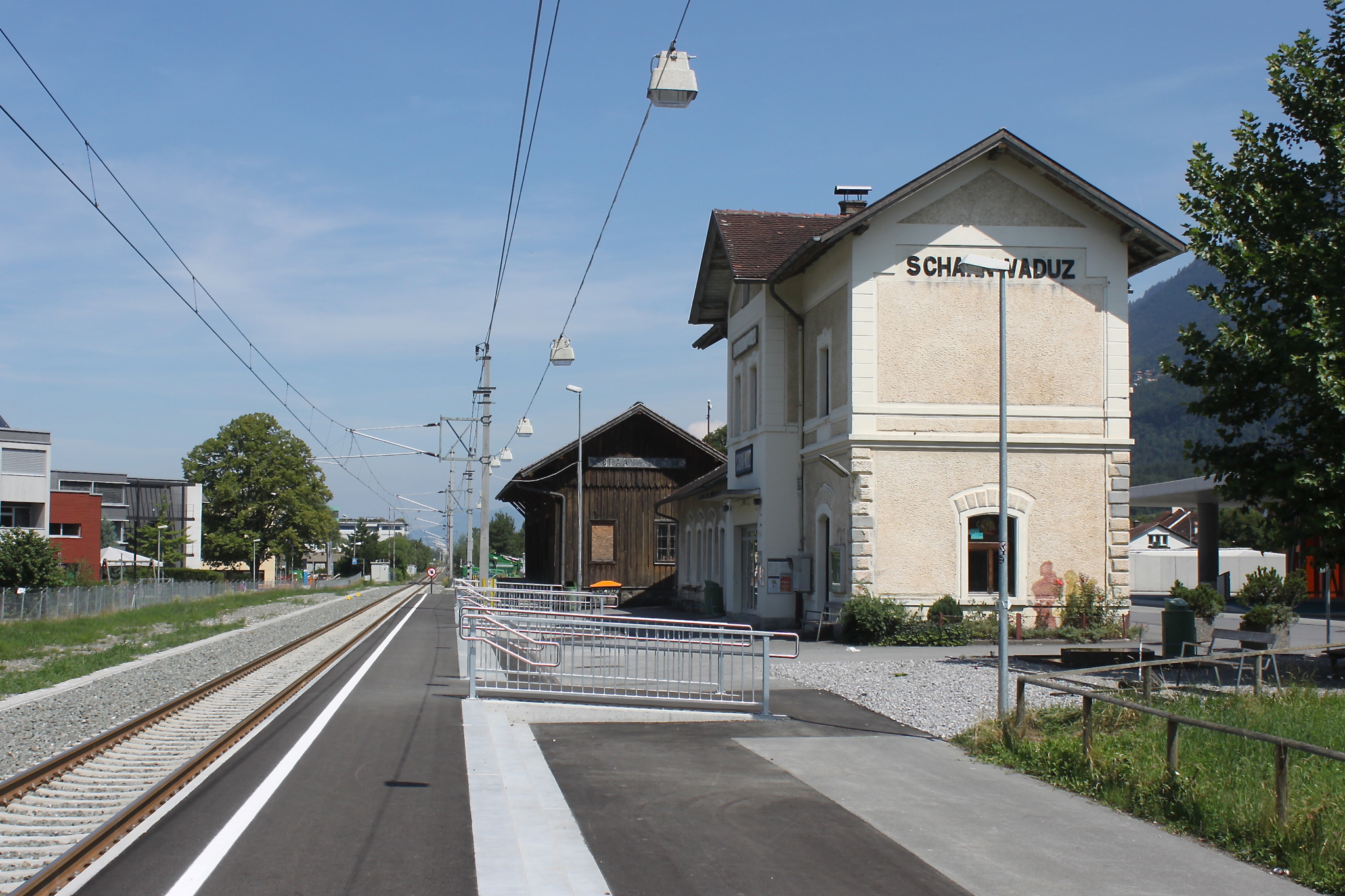
Station Schaan-Vaduz
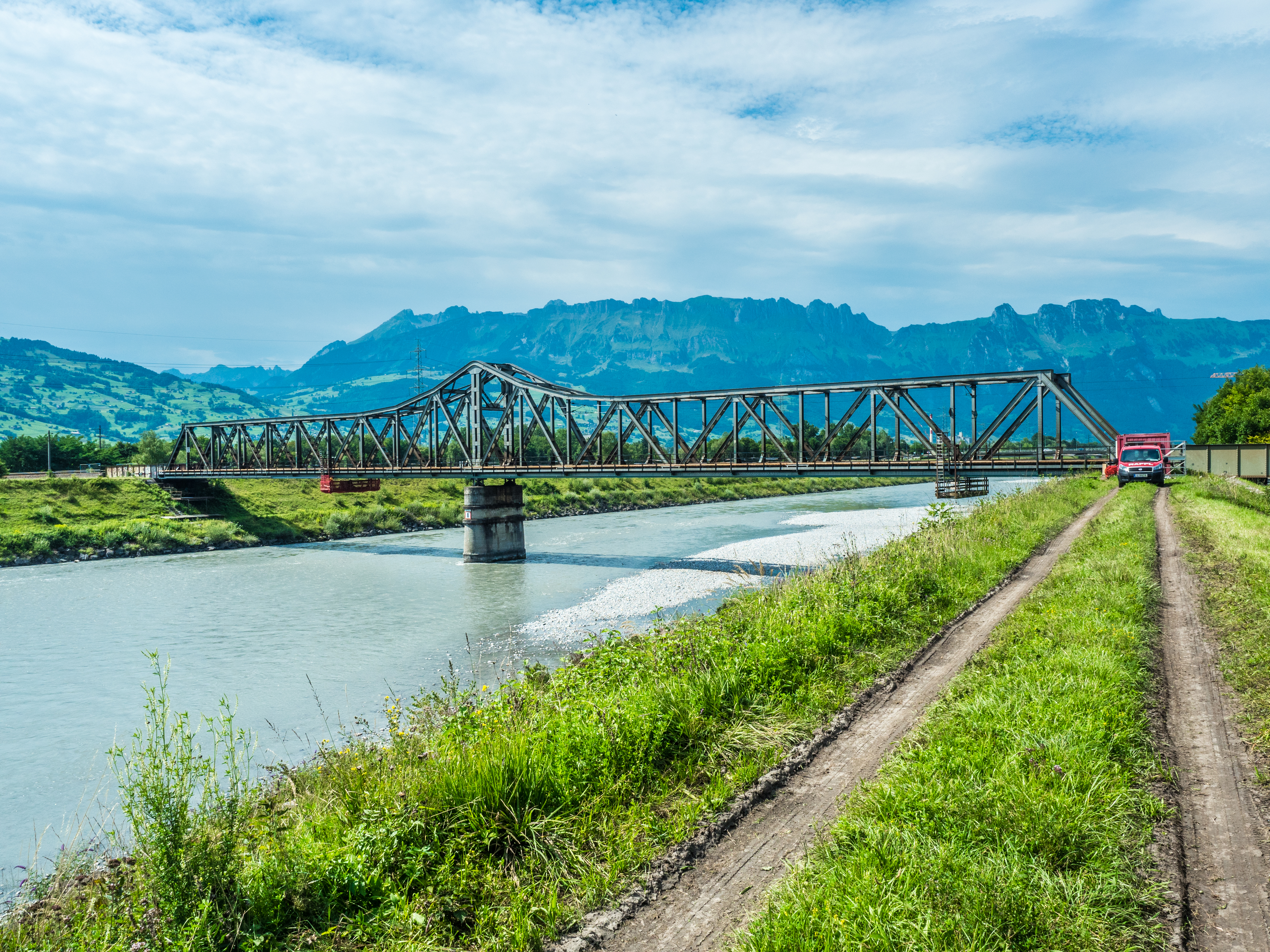
Rheinbrücke